# Ca l'Alomar
Ca l'Alomar és una masia de Sant Feliu de Buixalleu (Selva) inclosa a l'Inventari del Patrimoni Arquitectònic de Catalunya.

## Descripció
Masia aïllada, situada al barri de Gaserans, dins el terme municipal de Sant Feliu de Buixalleu.
L'edifici consta de planta baixa i pis, i està cobert per un teulat desigual a doble vessant, desaiguat als laterals.
A la façana principal, a la planta baixa, hi ha una porta en arc de mig punt format per dovelles de pedra, i dues finestres a banda i banda en arc de llinda. La de l'esquerra conserva els brancals amb llinda de pedra.
Al pis, tres finestres en arc de llinda. La finestra de la dreta és l'única que conserva els brancals i la llinda de pedra.
Tots els murs són de maçoneria i les cadenes cantoneres són de carreus de pedra.

## Història
En un dels pergamins que es conserven a l'arxiu Draper apareix esmentada aquesta casa, Alomar, l'any 1600. És l'única referència que es coneix.